# Иргалах мак Конайнг Куйрре

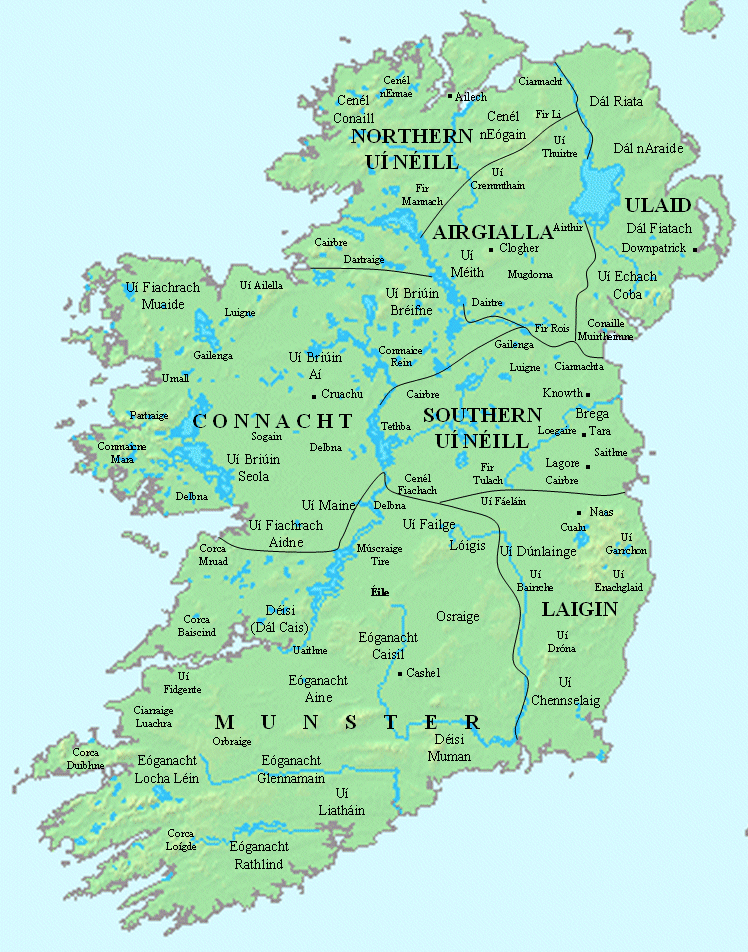
Ирландия в Раннее Средневековье

Иргалах мак Конайнг Куйрре (др.‑ирл. Írgalach mac Conaing Cuirre; погиб в 702) — король всей Бреги (696—702) из рода Сил Аэдо Слане.

## Биография
Иргалах был одним из сыновей первого короля Наута (Северной Бреги) Конайнга Куйрре, погибшего в 662 году. Он принадлежал к Уи Хонайнг, одной из двух основных ветвей рода Сил Аэдо Слане. После смерти в 696 году брата Конгалаха Иргалах унаследовал власть над Наутом, а также провозгласил себя королём всей Бреги. Его семейное владение, королевство Наут, располагалось на северном берегу реки Лиффи. Резиденция правителей Наута находилась на территории одноимённого древне-ирландского кургана.
В 697 году Иргалах мак Конайнг Куйрре принял участие в Биррском синоде. На нём собралось множество знатных светских и духовных лиц не только из Ирландии, но и из Британии. На синоде по инициативе святого Адамнана был принят свод законов, одним из гарантов выполнения которого был Иргалах. В написанном по этому случаю документе он упомянут как король кианнахтов.
Бо́льшая часть правления Иргалаха мак Конайнг Куйрре прошла в междоусобных воинах с представителями другой ветви Сил Адо Слане, Уи Хернайг, правившими Лагором (или Южной Брегой). В 701 году Иргалах убил в Друмайн Уа Касане короля Лагора Ниалла мак Кернайга Сотала. По свидетельству «Фрагментарных анналов Ирландии», Ниалл в это время находился под защитой Адамнана. В наказание за преступление святой проклял Иргалаха и всех его потомков. Согласно преданию, супруга короля Бреги Муйренн была в это время беременна. Она упросила Адамнана оказать снисхождение её ещё не родившемуся ребёнку. Святой исполнил эту просьбу, однако из-за силы наложенного проклятия сын Иргалаха Кинаэд всё равно родился увечным.
Иргалах мак Конайнг Куйрре погиб в 702 году во время набега на Ирландию бриттов. Он был убит на восточном побережье в месте, расположенном напротив острова Инис Мак Несайн (современного Айрлендс-Ая). Автор записи об этом событии во «Фрагментарных анналах Ирландии» связывал гибель Иргалаха с проклятием святого Адамнана.
После гибели Иргалаха мак Конайнг Куйрре новым правителем Наута и королём всей Бреги стал его племянник Амалгайд мак Конгалайг.
Супругой Иргалаха мак Конайнг Куйрре была Муйренн (умерла в 748 году), дочь короля Лейнстера Келлаха Куаланна. Несмотря на увечие, их сын Кинаэд не только сумел получить власть над всей Брегой, но и стать верховным королём Ирландии.